# بار فولی برژه
بار فولی برژه (فرانسوی: Un bar aux Folies Bergère‎) تابلویی از ادوار مانه نقاش فرانسوی است.

## دربارهٔ اثر
مانه این نقاشی را زمانی که بیمار بود و یک سال قبل از مرگش کشید، این اثر نگرش متضادش را در خود دارد. از طرفی محیطی مدرن از بار فولی برژه، مشهورترین و مدرن‌ترین سالن کافه–کنسرت پاریس را ترسیم کرده‌است، این بار بیش از هرچیزی به خاطر لامپ‌های الکتریکی بسیار جدیدش مورد توجه بود. نوع قلموی استفاده شده در اثر امپرسیونیستی است و کادربندی آن تحت تأثیر هنر جدید عکاسی بوده‌است. از سویی دیگر، معنا و مفهوم این نقاشی کاملاً مبهم و حتی گیج‌کننده است، انگار با مسئله ای روبه رو هستیم که مانه را در طول زندگی هنری اش درگیر خود کرده باشد، یعنی ارتباط بین واقعیت و خیال در نقاشی‌های تمثیلی. این اثر احتمالاً الهام و اقتباسی از لاس منیناس باشد، اثر سرشار از ابهام و معمای دیگو ولاسکز که شاهکاری از سبک باروک است. نقاشی به نظر می‌رسد که تصویری مستقیم و از روبه روی پیشخدمت می خانه‌ای باشد، که پشت پیشخوانی از مرمر ایستاده و به ما، به بیننده یا مشتری می‌نگرد. سپس نگاه ما به سوی آینهٔ بزرگی پشت سر او جلب می‌شود که پر از انعکاس‌هایی در هم آمیخته‌است. انعکاس دختر در آیینه به سمت راست منحرف شده‌است؛ در سمت بالا و راست آینه تصویری روح مانند از مردی را می‌بینیم که انگار دقیقاً روبه روی دختر قرار ایستاده و دختر با شادمانی در حال ارائهٔ سرویس به او باشد.

## جستار های وابسته
- فولی برژه
- تصویری برای زنان